# Estenuroïdeus
Els estenuroïdeus (Stenuroidea) són una classe d'equinoderms dels subembrancament Asterozoa coneguts només pels seus fòssil. Aquest grup va aparèixer fa uns 478 milions d'anys (Ordovicià inferior) i va desaparèixer fa 379 milions d'anys (Devonià superior).

## Característiques
Es tracta d'un grup extingit del Paleozoic, amb cinc braços flexibles disposats en forma d'estrella al voltant d'un cos central. Els ofiuroïdeus podrien ser descendents directes de certs grups d'estenuroïdeus.

## Taxonomia
Els estenuroïdeus inclouen 11 famílies:
- Família Acinetasteridae Kesling, 1982 †
- Família Antiquasteridae Kesling, 1971 †
- Família Bdellacomidae Spencer & Wright, 1966 †
- Família Embolasteridae Blake, 2008 †
- Família Eophiuridae Schöndorf, 1910 †
- Família Klasmuridae Spencer, 1925 †
- Família Palaeuridae Spencer, 1951 †
- Família Phragmactinidae Spencer, 1951 †
- Família Pradesuridae Spencer, 1951 †
- Família Rhopalocomidae Spencer & Wright, 1966 †
- Família Stenasteridae Schuchert, 1914 †